# جوش تشارلز
جوشوا آرون «جوش» تشارلز (بالإنجليزية: Josh Charles)‏ ولد في 15 سيبتمبر عام 1971 هو ممثل أفلام ومسرح وتلفزيون أمريكي. واشتهر بأدواره ويل غاردنر في ذا غود وايف ودان ريدل في سبورتس نايت.

## روابط خارجية
- جوش تشارلز على موقع IMDb (الإنجليزية)
- جوش تشارلز على موقع ميوزك برينز (الإنجليزية)
- جوش تشارلز على موقع أول موفي (الإنجليزية)
- جوش تشارلز على موقع قاعدة بيانات برودواي على الإنترنت (الإنجليزية)
- جوش تشارلز على موقع قاعدة بيانات الأفلام السويدية (السويدية)
- جوش تشارلز على موقع إن إن دي بي (الإنجليزية)
- جوش تشارلز على موقع قاعدة بيانات الفيلم (الإنجليزية)
- مقالبة بيبول ويكلي عام 1989
- جوش تشارلز في «ذا ديلي شو» 13 أبريل 1999
- مقابلة روب نايير عام 2003